# Macromassa
Macromassa és un projecte pioner d'experimentació sonora iniciat a Barcelona el 1976 per Juan Crek i Victor Nubla. Tots dos són els únics membres permanents des de l'inici del projecte, tot i que al llarg de la seva trajectòria han comptat amb 146 col·laboradors, entre ells destaquen Anton Ignorant i Albert Giménez.

## Discografia
- Darlia Microtónica - EP 1976 Umyu
- El Concierto Para Ir En Gglobo - LP 1978 Umyu
- El Regreso A Las Botellas De Papá Nódulus - K7 1984 LMD
- Macromissa - LP 1987 Esplendor Geométrico Discos
- Espejo Rapidísimo Qinqen - LP 1988 Esplendor Geométrico Discos / 1989 La Isla de la tortuga
- Tolosako Banda Munizipalak Interpretatzen Dio Macromassa ri - LP 1990 Música Inaudita
- Los Hechos Pérez - LP 1992 CD 1993 G3G Records
- Macromassa 7 Zog Live - CD 1994 G3G Records
- Um-yu (Las flores amarillas también dan entradas nuevas a los perros) - CD 1995 Música Secreta
- Puerta Heliogàbal - CD 1997 Sonifolk
- Macromassa presenta Armas Mosca - CD 2010 La Olla Expréss
- La ligereza de las montañas - CD 2012 Hrönir
- Sucede allí - CD/LP 2018 Discmedi